# Jesús María Leizaola
Jesús María de Leizaola Sánchez, né le 7 septembre 1896 à Saint-Sébastien et mort le 16 mars 1989 à Saint-Sébastien, est un avocat et homme politique espagnol membre du Parti nationaliste basque (EAJ/PNV).

## Biographie
Il est conseiller à la Justice et à la Culture du gouvernement basque entre 1936 et 1946, en exil à partir de juin 1937. Il devient ensuite conseiller aux Finances et à la Justice jusqu'en 1952, puis vice-président du gouvernement sous l'autorité de José Antonio Aguirre.

### Lehendakari
Après la mort d'Aguirre le 22 mars 1960, Jesús María Leizaola est investi président du gouvernement basque (ou lehendakari).
Le 17 février 1978, le socialiste Ramón Rubial est nommé « président du Conseil général basque » par les nouvelles autorités espagnoles, issues des élections démocratiques du 15 juin 1977. Leizaola conserve cependant son titre de chef de l'exécutif basque en exil, de manière symbolique.
Il y renonce le 17 décembre 1979, deux jours après l'entrée en vigueur du statut d'autonomie du Pays basque, en transmettant au nationaliste Carlos Garaikoetxea, successeur de Rúbial, les clés des bureaux du gouvernement en exil à Paris. Cependant, l'UCD et le PSOE n'assistent pas à cette cérémonie puisqu'ils ne reconnaissent plus aucune légitimé à Leizaola depuis l'approbation de la nouvelle Constitution.

### Mort
Il meurt le 16 mars 1989, à l'âge de 92 ans, à l'hôpital de Saint-Sébastien, des conséquences d'un infarctus du myocarde.